# Liste der Nationalparks in Argentinien
In Argentinien gibt es 36 Nationalparks (Stand: Juli 2019) und eine Vielzahl weiterer Schutzgebiete.

## Karte
| Aconquija |

| Baritú |

| Bosques Petrificados de Jaramillo |

| Calilegua |

| Campos del Tuyú |

| Chaco |

| Ciervo de los Pantanos |

| Copo |

| El Impenetrable |

| El Leoncito |

| El Palmar |

| El Rey |

| Iberá |

| Iguazú |

| Islas de Santa Fe |

| Islote Lobos |

| Lago Puelo |

| Laguna Blanca |

| Lanín |

| Lihué Calel |

| Los Alerces |

| Los Cardones |

| Los Glaciares |

| Mburucuyá |

| Monte León |

| Los Arrayanes |

| Nahuel Huapi |

| Patagonia |

| Perito Moreno |

| Predelta |

| Quebrada del Condorito |

| Traslasierra |

| Río Pilcomayo |

| San Guillermo |

| Sierra de las Quijadas |

| Talampaya |

| Tierra del Fuego |

## Nationalparks
| Nationalpark                      | Ansicht | Provinz              | Gründung | Fläche (in km²) | Besucher (2018) |
| --------------------------------- | ------- | -------------------- | -------- | --------------- | --------------- |
| Aconquija                         |         | Tucumán              | 2018     | 700,00          |                 |
| Baritú                            |         | Salta                | 1974     | 724,39          | 371             |
| Bosques Petrificados de Jaramillo |         | Santa Cruz           | 2012     | 785,43          | 3.499           |
| Calilegua                         |         | Jujuy                | 1979     | 763,06          | 19.145          |
| Campos del Tuyú                   |         | Provinz Buenos Aires | 2009     | 30,40           | 0               |
| Chaco                             |         | Chaco                | 1954     | 149,81          | 8.778           |
| Ciervo de los Pantanos            |         | Provinz Buenos Aires | 2018     | 40,88           | 11.148          |
| Copo                              |         | Tucumán              | 1998     | 1.181,19        | 26              |
| El Impenetrable                   |         | Chaco                | 2014     | 1.280,00        | 884             |
| El Leoncito                       |         | San Juan             | 2002     | 897,06          | 16.503          |
| El Palmar                         |         | Entre Ríos           | 1965     | 82,13           | 143.223         |
| El Rey                            |         | Salta                | 1948     | 441,62          | 1.194           |
| Iberá                             |         | Corrientes           | 2018     | 1.835,00        |                 |
| Iguazú                            |         | Misiones             | 1934     | 676,20          | 1.520.743       |
| Islas de Santa Fe                 |         | Santa Fe             | 2010     | 40,96           | 0               |
| Islote Lobos                      |         | Río Negro            | 2022     | 190,79          | 0               |
| Lago Puelo                        |         | Chubut               | 1971     | 276,75          | 251.776         |
| Laguna Blanca                     |         | Neuquén              | 1940     | 112,51          | 3.306           |
| Lanín                             |         | Neuquén              | 1937     | 4.120,03        | 114.884         |
| Lihué Calel                       |         | La Pampa             | 1977     | 325,00          | 4.681           |
| Los Alerces                       |         | Chubut               | 1937     | 2.630,00        | 155.102         |
| Los Arrayanes                     |         | Neuquén              | 1971     | 17,96           |                 |
| Los Cardones                      |         | Salta                | 1996     | 650,00          | 86.834          |
| Los Glaciares                     |         | Santa Cruz           | 1937     | 7.269,27        | 687.190         |
| Mburucuyá                         |         | Corrientes           | 2001     | 170,86          | 7.196           |
| Monte León                        |         | Santa Cruz           | 2004     | 621,69          | 5.640           |
| Nahuel Huapi                      |         | Río Negro, Neuquén   | 1934     | 7.121,60        | 418.315         |
| Patagonia                         |         | Santa Cruz           | 2015     | 530,00          | ???             |
| Perito Moreno                     |         | Santa Cruz           | 1937     | 1.271,20        | 968             |
| Predelta                          |         | Entre Ríos           | 1992     | 26,08           | 77.022          |
| Quebrada del Condorito            |         | Córdoba              | 1996     | 353,93          | 24.663          |
| Río Pilcomayo                     |         | Formosa              | 1951     | 504,17          | 12.705          |
| San Guillermo                     |         | San Juan             | 1998     | 1.660,00        | 23              |
| Sierra de las Quijadas            |         | San Luis             | 1991     | 737,85          | 22.998          |
| Talampaya                         |         | La Rioja             | 1997     | 2.150,00        | 60.336          |
| Tierra del Fuego                  |         | Tierra del Fuego     | 1960     | 689,09          | 351.880         |
| Traslasierra                      |         | Córdoba              | 2018     | 1.050,00        |                 |

## Weitere Schutzgebiete (Auswahl)
In Klammern wird der jeweilige Schutzstatus aufgeführt.
- Aconcagua (Regionales Schutzgebiet)

- Bosques Petrificados (Nationalmonument)

- Formosa (Naturreservat)

- Esteros del Iberá (Naturreservat)

- Ischigualasto (Regionales Schutzgebiet)

- Isla de los Estados (Regionales Schutzgebiet)

- Laguna del Diamante (La Azotea) (Regionales Schutzgebiet)

- Laguna de Pozuelos (Naturdenkmal, Biosphärenreservat)

- Mar Chiquita (Naturreservat)

- Otamendi (Naturreservat)

- Península Valdés (Naturreservat)